# مفارقة الاستثناء
تتعلق مُفارقة الاستثناء بالقاعدة التي تنص على أنه «لكل قاعدة استثناء»، حيث أن اعتبار هذه القاعدة صحيحة يوصلنا إلى نتيجة خاطئة.

## البرهان
1. لكل قاعدة استثناء.
2. «لكل قاعدة استثناء» هي قاعدة.
3. للقاعدة «لكل قاعدة استثناء» استثناء والمتُعلق بالقاعدة التي لا استثناء لها.

وبحكم أنه لا يُمكن للقاعدة أن تكون صحيحة وخاطئة في آن واحد، فإننا نحصل على تناقض (ومنه وصف الوضع بالمُفارقة).

## صيغ أخرى لنفس المفارقة
- إن كان كل شيء مُمكنًا فمن المُمكن أن نجد أنه هناك شيئا غير مُمكن.
- هناك قاعدة واحدة فقط والتي تنص على أنه لا وجود لأية قواعد.
- هناك أمر واحد أكيد وهو أنه لا يوجد أي أمر أكيد.
- إن كانت الذوات محض الوجود، فالتحتمية لب لباب الوجود.